# 93 км (платформа, Криворізька дирекція Придніпровської залізниці)
Платфо́рма 93 км — пасажирський зупинний пункт Криворізької дирекції Придніпровської залізниці на електрифікованій лінії Верхівцеве — Кривий Ріг-Головний між станціями Кривий Ріг-Головний (4 км) та Кривий Ріг-Сортувальний (5 км). Розташований в місті Кривий Ріг Дніпропетровської області.

## Пасажирське сполучення
На Платформі 93 км зупиняються приміські електропоїзди сполучення Дніпро — Кривий Ріг,  Верхівцеве — Кривий Ріг та П'ятихатки — Тимкове.